# Samostan Kykkos
Samostan Kykkos (grško Ιερά Μονή Κύκκου ali Κύκκος [lokalno [ˈt͡ʃikʰos]] na kratko, turško Cikko Manastırı), ki leži 20 km zahodno od Pedoulasa, je eden najbogatejših in najbolj znanih samostanov na Cipru.
Samostan Device Marije iz Kykkosa je okoli konca 11. stoletja ustanovil bizantinski cesar Aleksej I. Komnen (1081–1118). Samostan leži na nadmorski višini 1318 metrov ob severozahodni steni gorovja Troödos. Ostankov prvotnega samostana ni, saj je bil večkrat požgan. Prvi predsednik Cipra, nadškof Makarios III., je leta 1926 tam začel svojo cerkveno kariero kot menih. Kraj mu je bil všeč in se je tja večkrat vračal. Njegova prošnja, da bi bil tam pokopan, se je uresničila po njegovi smrti leta 1977. Njegova grobnica leži 3 km zahodno od samostana Kykkos in ostaja priljubljena destinacija za obiskovalce.

## Zgodovina
Po izročilu, ki ga je zapisal ukrajinski romar Vasil Grigorovič-Barski, ki je leta 1735 potoval v samostan Kykkos, je v votlini na gori Kykkos živel puščavnik po imenu Izaija. Nekega dne se je bizantinski guverner otoka, doux Manuel Boutoumites, ki je zaradi vročine poletja preživljal v vasi Marathasa, odpravil v gozd na lov. Ko je izgubil pot v gozdu, je srečal meniha Izaija in ga prosil, naj mu pokaže pot. Puščavnik, ki ga stvari tega sveta niso zanimale, ni hotel odgovarjati na njegova vprašanja.
Boutoumites se je razjezil na menihovo brezbrižnost, ga klical in celo trpinčil. Kmalu zatem, ko se je doux vrnil v Nikozijo, je zbolel za neozdravljivo boleznijo, imenovano letargija. V svojem strašnem stanju se je spomnil, kako nečloveško je ravnal s puščavnikom Izaijem, in prosil Boga, naj ga ozdravi, da bi lahko šel osebno prosit puščavnika za odpuščanje. In to se je zgodilo. Toda Bog se je pojavil pred puščavnikom in mu razodel, da je bilo to, kar se je zgodilo, načrtovano po božji volji, in mu svetoval, naj prosi Boutoumitesa, naj prinese ikono Device, ki jo je naslikal apostol Luka, na Ciper.
Ikono so hranili v cesarski palači v Konstantinoplu. Ko je Boutoumites slišal puščavnikovo željo, je bil osupel, saj je menil, da je kaj takega nemogoče. Tedaj mu je Izaija razložil, da gre za božjo željo in dogovorila sta se, da bosta skupaj odpotovala v Konstantinopel za uresničitev cilja.
Čas je tekel in Boutoumites ni našel prave priložnosti, da bi stopil pred cesarja in zaprosil za ikono. Zato je Izaiju priskrbel druge ikone in druge potrebne stvari ter ga poslal nazaj na Ciper, obenem pa ga je pomiril, da bo kmalu videl cesarja. Po božji volji je cesarjeva hči zbolela za isto boleznijo, ki je prizadela Boutoumitesa. Slednji je izkoristil priložnost in odšel k cesarju Aleksiju III. Angelu. Povedal mu je svojo osebno izkušnjo z menihom Izaijem in mu zagotovil, da bo njegova hči ozdravela, če bo na Ciper poslal sveto ikono Device. V svojem obupu je cesar, ko je videl, da nima druge možnosti, privolil. Njegova hči je takoj ozdravela. Toda cesar, ki se ni želel ločiti od ikone Device Marije, je poklical prvovrstnega slikarja in mu naročil, naj naslika natančno kopijo ikone, da bi jo poslal na Ciper.
Zvečer se sama Mati božja pojavi v sanjah cesarja in mu pove, da želi, da se njena ikona pošlje na Ciper, kopija pa naj ostane pri cesarju. Naslednji dan je kraljeva ladja z ikono Device Marije odplula proti Cipru, kjer jo je čakal Izaija. Med procesijo ikone od obale do gorovja Troödos so po legendi drevesa, ki so sodelovala v obredih dobrodošlice, pobožno upogibala svoja debla in veje. S pokroviteljstvom cesarja Aleksija Komnena sta bila v Kykkosu zgrajena cerkev in samostan, kjer je bila shranjena ikona Device.
Po drugem izročilu, ki je še ohranjeno pri ljudeh, naj bi ptica s človeškim glasom letala po okolici in prepevala:
Kykkou, Kykkou, Kykkov hrib
Samostan bo zapolnil to mesto
Vstopilo bo zlato dekle
In nikoli več ne bo prišlo ven.
»Zlato dekle« je nedvomno ikona Device Marije, medtem ko je samostan sveti kraljevi in stavropigijski samostan Kykkos, ki že več kot devetsto let hrani ikono.
Cerkev samostana je bila v svoji zgodovini trikrat porušena. Sedanja cerkev je iz leta 1745.

## Ikona svete Marije
Skozi stoletja so domačini častili ikono in njeni prisotnosti pripisovali čudeže. Leta 1760 so verjeli, da je uspeh v boju proti pustošenju kobilic, ki je bil pogost problem tistega časa, delo ikone. Ikona je služila tudi kot predloga za druge podobe, ki prikazujejo Marijo v vzhodnem pravoslavju. Na ikono se nikoli ne gleda, njena zgornja polovica pa ostaja skrita za zaščitno prevleko, saj pravijo, da kdor jo pogleda, bo oslepel. Zadnja oseba, ki je videla ikono, je papež in aleksandrijski patriarh Gerasim leta 1669. Ikono redko odkrijejo, čeprav se to občasno zgodi. V zadnjih letih je Ciper prizadela suša, v odgovor na katero so očetje odnesli ikono na njen prestol in prebrali posebne prošnje za dež, medtem ko so gledali proč od nepokrite ikone.

## Druge relikvije
Desno od ikone sta postavljena bronasta roka in žaga mečarice. Kar zadeva roko, ta služi kot opomin na zgodbo o Turku, ki je poskušal prižgati cigareto z eno od svetilk, pri čemer je bil preklet in je utrpel gangrenozo roke. Žaga mečarice predstavlja hvaležnost mornarjev, ki so molili Gospe iz Kykkosa, da jih reši pred morskimi viharji.

## Metochion Kykkou
Samostan Kykkos ima ločeno posest Engomi v Nikoziji, imenovano Metochi tou Kykkou (Μετόχι του Κύκκου). Zemljišče, na katerem leži, je samostan v letih pridobil z volili. S hitro širitvijo mesta je območje, ki je bilo nekoč na obrobju, postalo prvovrstna posest. Kljub temu se velik del še vedno uporablja v kmetijske namene. Vse do izgradnje namensko zgrajenih prostorov je na tem območju potekal ciprski državni sejem.
Leta 1974, ko je nadškofa Makariosa zasledovala vojaška hunta, se je namenil sem poiskati zatočišče. Posledično je stavbo zadel tankovski požar in del se je porušil. Pokopan je na posesti.

## Metropolitanija
Sedanji opat Nikefor, katerega simbol je čebela, je postal škof. Njegov pravi naziv je »prečastiti metropolit Kykkosa in Tilirije, monsinjor Nikefor«. Kandidiral je na volitvah za nadškofa Cipra.
- Samostan Kykkos.
- Mozaik na vrhu loka
- Mozaična upodobitev Device Marije
- Samostanski vhod
- Nov zvonik